# 乔迪·埃尔金顿-琼斯
乔迪·埃尔金顿-琼斯（英語：Jodi Elkington-Jones，1993年5月17日—），澳大利亚女子田径运动员。她曾代表澳大利亚参加2012年和2016年夏季残疾人奥林匹克运动会田径比赛，获得二枚铜牌。